# Saxemara
Saxemara is een plaats in de gemeente Ronneby in het landschap Blekinge en de provincie Blekinge län in Zweden. De plaats heeft 157 inwoners (2005) en een oppervlakte van 22 hectare.